# La (Tarzan)
La est un personnage de la série de romans Tarzan d'Edgar Rice Burroughs, reine et grande prêtresse d'Opar, cité perdue dans les jungles d'Afrique. Opar est dépeinte comme une colonie survivante de l'ancienne Atlantide dans laquelle d'incroyables richesses ont été accumulées au cours du temps.

## La dans les romans originaux de Tarzan
Voici les romans où elle apparaît :
- Le Retour de Tarzan (1913), deuxième roman de Tarzan, où elle fait sa première apparition ;
- Tarzan et les Joyaux d'Opar (1916), le cinquième ;
- Tarzan et le Lion d'or (1923), le neuvième ;
- Tarzan l'invincible (en) (1930), le quatorzième.
- Elle est également mentionnée dans le roman pour jeunes Tarzan et les jumeaux (1936), dont les événements se déroulent entre Tarzan et le Lion d'or et Tarzan l'Invincible.

La apparaît pour la première fois dans Le Retour de Tarzan. L'homme-singe y est conduit à la cité perdue d'Opar par la tribu Waziri, qui l'a autrefois pillée pour l'or qu'elle utilise pour ses ornements. Ils s'emparent d'un grand trésor, mais les Opariens bestiaux capturent Tarzan et le condamnent à être sacrifié à leur « Dieu Flamboyant » (le soleil).
À sa surprise, la prêtresse qui accomplit le sacrifice est une belle femme qui parle la langue grand-singe qu'il a apprise enfant. Elle lui révèle être La, grande prêtresse de la cité perdue. Succombant à sa virilité, elle tombe amoureuse de lui et tente de l'épouser, car il est bien plus parfait et attirant physiquement que les Opariens mâles, d'apparence hideuse. Lorsque la cérémonie sacrificielle est fortuitement interrompue, La cache Tarzan et promet de le guider vers la liberté.
Mais l'homme-singe s'échappe seul, trouve une salle au trésor et parvient à rejoindre les Waziri. Un groupe d'hommes-singes opariens le poursuit. Plus tard, Jane Porter, l'amour de Tarzan, tombe entre leurs mains et ils l'emmènent à Opar comme victime de substitution. Apprenant sa capture, l'homme-singe revient auprès d'Opar à temps pour la sauver du sacrifice de La. La est anéantie par le rejet de Tarzan pour Jane. De son côté, la reine est aimée par un homme-singe de la cité.
Dans Tarzan et les Joyaux d'Opar, Tarzan est de retour à Opar en quête de trésors, pour se renflouer après avoir essuyé des revers financiers. Rencontrant La, Tarzan, qui a est pourtant devenu temporairement amnésique à cause d'un accident pendant son entreprise de pillage, la rejette à nouveau et elle tente de le faire tuer. Mais il s'échappe avec le couteau sacrificiel sacré de La. Les Opariens le poursuivent et finissent par le capturer, mais La, face à des sentiments contradictoire entre d'un côté son devoir de venger ce vol et surtout cet affront et de l'autre son attirance. Elle se retrouve ainsi incapable de le tuer et le supplie à plusieurs reprises de l'aimer. Cadj, le grand prêtre d'Opar, la qualifie de traîtresse, mais Tarzan sauve La et persuade les autres prêtres de rejeter Cadj et de retourner avec elle à Opar. Elle a toutefois eu l'occasion de dormir dans les bras de celui qu'elle aime.
Dans Tarzan et le Lion d'Or, Tarzan retourne également à Opar pour reconstituer sa fortune, dilapidée pendant la Première Guerre mondiale, afin de soutenir l'effort de guerre allié. Tarzan est à nouveau capturé, et La est contraint de le sacrifier par Cadj et Oah, une prêtresse mineure qui espère la remplacer. Au lieu de cela, elle l'aide à s'échapper ; tous deux tombent alors aux mains des Bolgani (gorilles intelligents) de la Vallée des Diamants, ennemis d'Opar. Tarzan mène les esclaves indigènes des Bolgani à la révolte, puis retourne à Opar à la tête des indigènes et des gorilles ; La est rétabli au pouvoir et Cadj est tué.
Dans Tarzan et les jumeaux, les fidèles exilés du défunt Cadj cherchent un lieu où continuer à vénérer le Dieu Flamboyant selon la tradition, La ayant interdit les sacrifices humains à Opar. Ils capturent Gretchen von Harben, une jeune fille blanche qu'ils appellent « Kla », signifiant « Nouvelle La », et envisagent d'en faire leur nouvelle grande prêtresse. Elle est finalement secourue par Tarzan et d'autres, tandis que Glum, chef des exilés, et certains de ses fidèles sont tués. Tarzan ordonne aux survivants de retourner à Opar et de rester fidèles à La.
À l'époque de Tarzan l'Invincible, les rumeurs sur l'existence d'Opar sont si répandues qu'une expédition communiste s'y rend, à la recherche de son or pour financer un complot visant à entraîner la France et l'Italie dans une guerre coloniale. Tarzan, découvrant leur présence et leurs intentions sur son domaine, arrive à Opar avant eux. Mais il découvre que La est renversée et qu'Oah occupe le pouvoir en tant que grande prêtresse, soutenue par Dooth, successeur de Cadj. Tarzan libère La et, après diverses aventures, lui et ses guerriers Waziri déjouent le complot communiste et rétablissent La dans ses fonctions. Oah et Dooth périssent tous deux. Le héros, en réponse à une ultime déclaration d'amour de la reine, pose la main sur son épaule et murmure : « Là, l'immuable ! ». Mais, se reprenant, il ajoute « Allons, la reine doit rejoindre son trône ».
Tarzan aime Jane depuis sa première rencontre et en est fou amoureux : il lui reste fidèle, même s'il a pu être tenté. C'est aussi le cas de La, malgré l'amour qu'elle porte à Tarzan, puisqu'elle admire Kavandavanda, le grand-prêtre des Kavurus, à la beauté farouche. Concernant la froideur frigide du héros amnésique, elle ne relève pas d'une peur devant la castration personnifiée par des femmes, qui ont toutes les apparences de mantes religieuses. Il ne vit plus dans le monde des hommes. Étant au-delà de tout sentiment, il a rejeté toute sexualité. Il est dans une autre dimension. Au royaume des mythes, il n'y a nul autre besoin, ni désir que d'accomplir sa destinée : la poursuite d'une quête, souvent aveugle et dont on ne voit jamais la fin.

## La dans d'autres médias

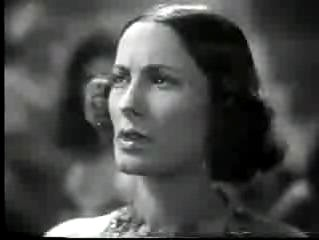
Kithnou dans le rôle de La dans Tarzan le Tigre (1929)

### En bande dessinée
La apparaît dans les bandes dessinées de Tarzan dans un rôle identique à son interprétation dans les livres Tarzan de Burrough.

### Au cinéma
La est apparue pour la première fois au cinéma dans Les Nouvelles Aventures de Tarzan (en) (1921), un des premiers films muets en noir et blanc sur Tarzan, basé sur Le Retour de Tarzan. Elle était incarnée par l'actrice Lillian Worth (en), qui donnait la réplique à Elmo Lincoln, le premier Tarzan à l'écran.
Dans le serial Tarzan le Tigre (1929), basée sur Tarzan et les Joyaux d'Opar, La était jouée par Mademoiselle Kithnou et Tarzan par Frank Merrill.

### À la télévision
La apparaît dans trois épisodes de Tarzan : Les aventures épiques (1996-1997), interprétée par Angela Harry.
La est également un antagoniste récurrent dans La Légende de Tarzan (2001 - 2003) doublé par Diahann Carroll. Ici, Opar est occupée par des léopards humanoïdes créés pour la servir par le bâton magique de La, qui est présentée comme une ancienne Waziri.

### Dans le jeu vidéo
Elle est également la première boss de Tarzan: Return to the Jungle (en) sur Game Boy Advance (2002).